# Fortaleny
Fortaleny – gmina w Hiszpanii, w prowincji Walencja, we wspólnocie autonomicznej Walencja, o powierzchni 4,57 km². W 2011 roku liczyła 1035 mieszkańców.